# Jaime Baksht
Jaime Baksht (Ciutat de Mèxic, 1 de gener de 1969) és un enginyer de so mexicà.

## Biografia
Baksht va néixer a la Ciutat de Mèxic en 1969, dins d'una família jueva. Ha treballat com a mesclador de reenregistrament de so en pel·lícules com La primera noche (1998), La ley de Herodes (1999), Sangre (2005), Batalla en el cielo (2005), En el hoyo (2006), El laberinto del fauno (2006), Arráncame la vida (2008), Rudo y Cursi (2008), Abel (2010), La otra familia (2011), Post Tenebras Lux (2012), Colosio: El asesinato (2012), Club Sándwich (2013), Gloria (2014), Me estás matando, Susana (2016), Museo (2018), i Ya no estoy aquí (2019), entre d'altres.
Baksht ha estat nominat en diverses ocasions al Premi Ariel al Millor So, guanyant en nou ocasions. Va guanyar un Goya al millor so per El laberinto del fauno (2006).
Va ser nominat en dues ocasions al Premi BAFTA, guanyant el BAFTA al millor so per 'Sound of Metal (2021).
Baksht va rebre l'Oscar al millor so als Premis Oscar de 2021 pel seu treball a Sound of Metal juntament amb Nicolás Becker, Philip Bladh i els mexicans Carlos Cortés i Michelle Couttolenc.

## Premis i nominacions

### Premis Oscar
| Any  | Categoria | Treball nominat | Resultat  | Nota                                                                            |
| ---- | --------- | --------------- | --------- | ------------------------------------------------------------------------------- |
| 2020 | Millor so | Sound of Metal  | Guanyador | Compartit amb Nicolás Becker, Philip Bladh, Carlos Cortés i Michelle Couttolenc |

### Premis BAFTA
| Any  | Categoria | Treball nominat        | Resultat  | Nota                                                                            |
| ---- | --------- | ---------------------- | --------- | ------------------------------------------------------------------------------- |
| 2006 | Millor so | El laberinto del fauno | Nominat   | Compartit amb Martín Hernández i Miguel Ángel Polo                              |
| 2020 | Millor so | Sound of Metal         | Guanyador | Compartit amb Nicolás Becker, Philip Bladh, Carlos Cortés i Michelle Couttolenc |

### Premis Goya
| Any  | Categoria | Treball nominat        | Resultat  | Nota                                               |
| ---- | --------- | ---------------------- | --------- | -------------------------------------------------- |
| 2006 | Millor so | El laberinto del fauno | Guanyador | Compartit amb Martín Hernández I Miguel Ángel Polo |

### Premis Ariel
| Any  | Categoria | Treball nominat                         | Resultat  | Nota                                                                                         |
| ---- | --------- | --------------------------------------- | --------- | -------------------------------------------------------------------------------------------- |
| 2000 | Millor so | Rito terminal                           | Nominat   |                                                                                              |
| 2002 | Millor so | Cuentos de hadas para dormir cocodrilos | Guanyador | Compartit amb Antonio Diego y Juan Carlos Prieto                                             |
| 2004 | Millor so | Zurdo                                   | Guanyador | Compartit amb Gabriel Coll Barberis, Lena Esquenazi i Carlos Salcés                          |
| 2005 | Millor so | Voces inocentes                         | Nominat   | Compartit amb Martín Hernández i Fernando Cámara                                             |
| 2006 | Millor so | Las vueltas del citrillo                | Guanyador | Compartit amb Aurora Ojeda i Gabriel Coll Barberis                                           |
| 2007 | Millor so | En el hoyo                              | Guanyador | Compartit amb Natalia Bruschtein, Maurício Santos, Jesús Sánchez Padilla i Samuel Larson     |
| 2007 | Millor so | El laberinto del fauno                  | Nominat   | Compartit amb Martín Hernández i Miguel Ángel Polo                                           |
| 2007 | Millor so | Crónicas                                | Nominat   |                                                                                              |
| 2008 | Millor so | Luz silenciosa                          | Nominat   | Compartit amb Raúl Locatelli, Martín Hernández i Sergio Diaz                                 |
| 2008 | Millor so | Cobrador: In God We Trust               | Nominat   | Compartit amb Lena Esquenazi, Martín Hernández i Toninho Muricy                              |
| 2009 | Millor so | Rudo y Cursi                            | Nominat   | Compartit amb Martín Hernández i Santiago Núñez                                              |
| 2013 | Millor so | Cuates de Australia                     | Guanyador | Compartit amb Pablo Tamez Sierra                                                             |
| 2014 | Millor so | Tercera llamada                         | Nominat   | Compartit amb Michelle Couttolenc i Pablo Tamez Sierra                                       |
| 2014 | Millor so | La jaula de oro                         | Guanyador | Compartit amb Michelle Couttolenc i Raúl Locatelli                                           |
| 2015 | Millor so | Güeros                                  | Guanyador | Compartit amb Isabel Muñoz, Pedro 'Zulu' González, Axel Muñoz, Kiyoshi Osawa i Gabriel Reyna |
| 2016 | Millor so | La delgada línea amarilla               | Nominat   | Compartit amb Sergio Diaz i Gabriel Coll Barberis                                            |
| 2016 | Millor so | Gloria                                  | Guanyador | Compartit amb Matías Barberis i Michelle Couttolenc                                          |
| 2017 | Millor so | Me estás matando, Susana                | Nominat   | Compartit amb Fernando Cámara, Stan Mak, Steven Avila, Trip Brock i Michelle Couttolenc      |
| 2017 | Millor so | La 4ª Compañía                          | Guanyador | Compartit amb Isabel Muñoz, Javier Umpierrez i Michelle Couttolenc                           |
| 2018 | Millor so | La libertad del diablo                  | Nominat   | Compartit amb Matías Barberis, Bernat Fortiana, Pablo Tamez Sierra i Michelle Couttolenc     |
| 2018 | Millor so | Vuelven                                 | Nominat   | Compartit amb Emilio Cortés, Martín Hernández, Alejandro Quevedo i Michelle Couttolenc       |
| 2019 | Millor so | Nuestro tiempo                          | Nominat   | Compartit amb Raúl Locatelli, Carlos Cortés Navarrete i Michelle Couttolenc                  |
| 2019 | Millor so | Museo                                   | Nominat   | Compartit amb Javier Umpierrez, Isabel Muñoz i Michelle Couttolenc                           |
| 2020 | Millor so | Belzebuth                               | Nominat   | Compartit amb Isabel Muñoz, Christian Giraud, Alejandro de Icaza i Michelle Couttolenc       |
| 2020 | Millor so | Ya no estoy aquí                        | Guanyador | Compartit amb Javier Umpierrez, Olaitan Agueh, Michelle Couttolenc i Yuri Laguna             |